# Tiburge av Orange
Tiburge av Orange, död 1150, var regerande grevinna av det sydfranska grevedömet Orange mellan 1115 och 1150. 
Hon var dotter till Raimbaut II av Orange och gifte sig tidigast år 1118 med Wilhelm av Aumelas. Hennes make blev hennes medregent jure uxoris. 